# Edyr de Castro
Edyr de Castro (Rio de Janeiro, 2 de setembro de 1946 — Rio de Janeiro, 15 de janeiro de 2019) foi uma atriz e cantora brasileira.

## Carreira
Começou a carreira assinando com seu nome original, passando depois a assinar Edyr Duque. 
Foi uma das componentes do grupo vocal As Frenéticas, tendo também integrado o grupo Mucamas do Painho derivado de sua participação no programa Chico Anysio Show. 
Teve alguns trabalhos relevantes na TV, em novelas e minisséries de sucesso, como Escrava Isaura, Anos Rebeldes, Por Amor, Chiquinha Gonzaga, Cabocla e Sinhá Moça.

## Vida pessoal
Foi casada com o cantor e compositor Zé Rodrix com quem teve Joy Rodrigues, sua filha única. Era avó de Amodini.

### Morte
Morreu em 15 de janeiro de 2019, por falência de múltiplos órgãos. Desde 2011, sofrendo de Alzheimer desde 2004, passou a morar no Retiro dos Artistas.

## Filmografia

### Televisão
| Ano  | Título                        | Personagem                          |
| ---- | ----------------------------- | ----------------------------------- |
| 2009 | Poder Paralelo                | Rosa Nunes                          |
| 2007 | Amor e Intrigas               | Donata                              |
| 2007 | Sete Pecados                  | vendedora de barraquinhas da escola |
| 2006 | Sinhá Moça                    | Ruth                                |
| 2005 | Sob Nova Direção              | Mãe de Franco                       |
| 2004 | Cabocla                       | Maria                               |
| 2003 | Agora É que São Elas          | Guadalupe                           |
| 2000 | A Turma do Pererê             | Mãe Docelina                        |
| 1999 | Chiquinha Gonzaga             | Zanza                               |
| 1998 | Mulher                        | Cissa                               |
| 1997 | Por Amor                      | Elvira                              |
| 1992 | Anos Rebeldes                 | Zulmira                             |
| 1991 | Estados Anysios de Chico City | —                                   |
| 1989 | Pacto de Sangue               | Baiana                              |
| 1988 | Bebê a Bordo                  | Presidiária                         |
| 1986 | Livre para Voar               | Neide                               |
| 1986 | Cambalacho                    | Dorotéia da Silva                   |
| 1985 | Roque Santeiro                | Dona Nininha                        |
| 1985 | Tenda dos Milagres            | Terência                            |
| 1984 | A Máfia no Brasil             | —                                   |
| 1983 | Guerra dos Sexos              | Participação Especial               |
| 1976 | Escrava Isaura                | Ana                                 |
| 1965 | O Porto dos Sete Destinos     | —                                   |

### Cinema
| Ano  | Título                           | Personagem      |
| ---- | -------------------------------- | --------------- |
| 1970 | Paixão na Praia                  | —               |
| 1976 | O Vampiro de Copacabana          | Babá            |
| 1989 | Corpo em Delito                  | —               |
| 1995 | Menino Maluquinho - O Filme      | Irene           |
| 1999 | Uma Aventura do Zico             | Laurinda        |
| 2006 | Proibido Proibir                 | Rosalina        |
| 2008 | Pequenas Histórias               | Fia             |
| 2010 | 5x Favela - Agora por nós mesmos | Madalena        |
| 2012 | Entre Vales                      | Senhora da água |

## Teatro
- 1966 - Memórias de um Sargento de Milícias
- 1969 - Hair
- 1989 - Oh! Que Delícia de Negras